# کالج باربر-اسکوشیا
کالج باربر-اسکوشیا یک کالج خصوصی و تاریخی سیاه‌پوست در کنکورد، کارولینای شمالی است. این مؤسسه وابسته به کلیسای پروتستان (ایالات متحده آمریکا) است. باربر-اسکوشیا به عنوان یک مدرسه علوم دینی زنانه در سال ۱۸۶۷ شروع به کار کرد.